# 印度共产党（马列）阶级斗争
印度共产党（马列）（英語：Communist Party of India (Marxist–Leninist)）是印度的一个共产主义政党，为与其他也取名为“印度共产党（马列）”的政党区别，通常被称作印度共产党（马列）阶级斗争。该党的意识形态是共产主义、马克思列宁主义。该党出版刊物《阶级斗争》。

## 历史
该党成立于2003年6月，由印度共产党（马列）团结倡议和印度共产主义组织（马列）合并而成。同年11月，印度联盟共产党（马列）并入该党。2005年1月，印度共产党（马列）红旗也并入该党。2009年，分裂出印度共产党（马列）红星。2010年3月23日，卡努·桑亚尔自杀，维斯瓦姆继任总书记。2013年，印度共产党（马列）人民力量并入该党。